# Miroslav Bedřich Böhnel
Miroslav Bedřich Böhnel, vlastním jménem Bedřich Böhnel (3. července 1886 Brno – 23. září 1962 Praha), byl moravský spisovatel, povoláním středoškolský profesor.

## Život
Narodil se v rodině likvidátora (později ředitele) Krakovské pojišťovny v Brně Bědřícha Böhnela a jeho manželky Anny, rozené Šchifferové (1853). Pokřtěn byl Bědřích Antonín Eduard. Měl bratra Richarda (1877). Po smrti otce se matka roku 1896 se svými syny přestěhovala do Prahy.
Maturoval v roce 1905 na gymnáziu na Královských Vinohradech v Hálkově (dnes Londýnské) ulici. Následně vystudoval Filozofickou fakultu Karlovy univerzity, kde v roce 1910 získal doktorát obhájením práce Prameny k historickému kalendáři Daniela Adama z Veleslavína. Po studiích pracoval jako středoškolský profesor v Praze, Chrudimi a Písku, od roku 1912 znovu v Praze. Během studií o prázdninách i po ukončení studia často cestoval po Evropě.
Pedagogickou kariéru ukončil na reálce v Praze II. v roce 1941, kdy odešel nuceně do výslužby. Po osvobození se krátce k pedagogické praxi vrátil, ze zdravotních důvodů odešel definitivně do důchodu v lednu 1946.

### Rodinný život
Dne 23. srpna 1913 se v Rudolfově oženil s Rosinou, rozenou Kržová (1893). Manželé Böhnelovi žili na Královských Vinohradech. Manželčin rodný kraj inspiroval Bedřicha Böhnela k historickým pracím.

## Dílo
Hlavní inspirací díla mu byl pražský a studentský život. V románech ze studentského prostředí se věnoval především sexuálním problémům mladých lidí, jako byla mravní a erotická krize způsobená koedukovaným vyučováním. Ve své době byl úspěšným spisovatelem, oceňovaným čtenáři, kritiky i pedagogy, jeho romány vycházely opakovaně. Publikoval pod jménem M. B. Böhnel.
Byl členem Moravského kola spisovatelů.

### Noviny a časopisy
Publikoval v řadě deníků a časopisů, např. Zlatá Praha, Salon a dalších.

### Knižní vydání (beletrie)

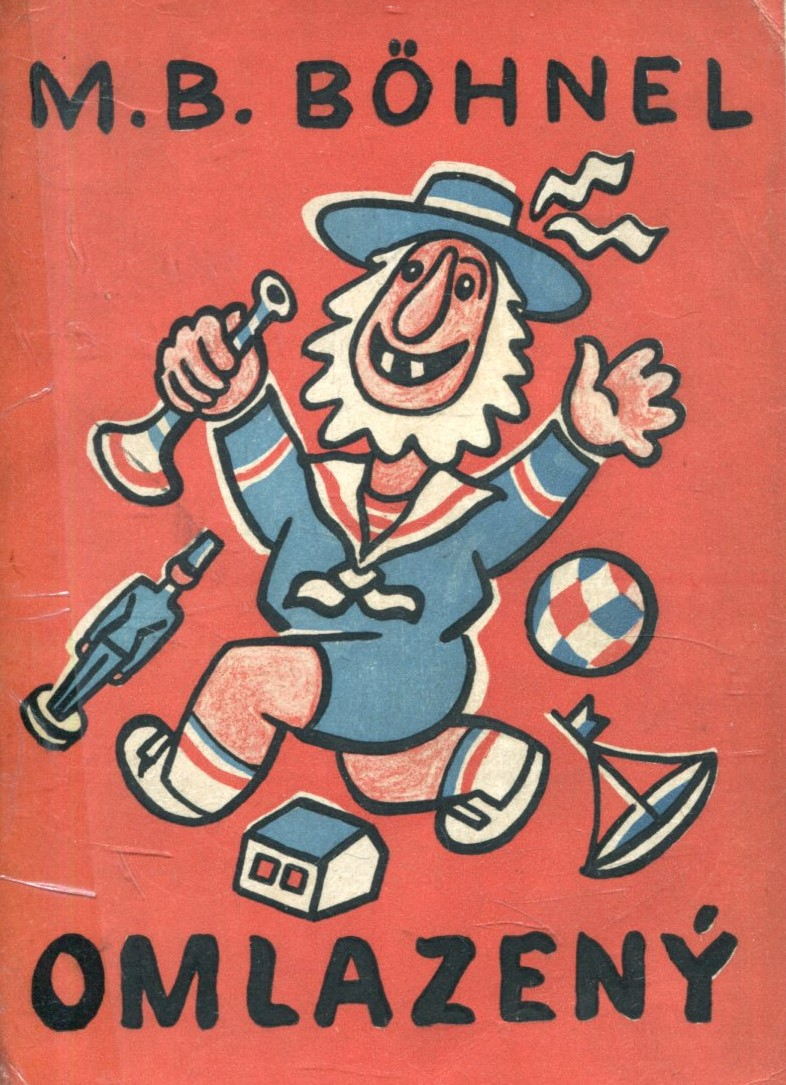
Josef Čapek, obálka k románu M. B. Böhnela Omlazený

- Přátelství (román dvou přátel; Král. Vinohrady, Karel Mikota, 1908)
- Běžící film a jiné novely (Královské Vinohrady, Fr. Jiroušek, 1916)
- Hedvábný hřích / Váša Paukner (kresby Vratislav Hugo Brunner; v Pacově, Přemysl Plaček, 1917)
- Vinohradští (román; Plzeň, Karel Beníško, 1919; V Praze, Sfinx, 1928)
- Nemravní (román ze středoškolského prostředí; Plzeň, Beníško, 1920; Praha, Sfinx, B. Janda 1927, 1931; L. Mazáč 1934)
- Neřest (román; Praha, Gustav Voleský, 1922)
- Stud: (novely; v Plzni, Karel Beníško 1922; Praha, Sfinx Janda 1930; L. Mazáč 1936)
- Chlapík (satirický román; Plzeň, Beníško a Jeřáb, 1923; Praha, Sfinx, Bohumil Janda, 1929)
- Výkřik a jiné novely (Praha, Sfinx 1925; L. Mazáč 1934)
- Zvěřinec (román moderního dítěte; Praha, Svátek, 1925)
- Mužství (román; Praha, Dr. Otakar Štorch-Marien, 1926)
- Omlazený (groteskní román, ilustroval Josef Čapek; Praha, B. Janda, 1926)
- Válečný humor (první kniha feuilletonů; Praha, Fr. Ziegner, 1926)
- Paměti markýze de Porte-Rouge (ilustroval V. Michal; Praha, Jan Svátek, 1927)
- Vysněná – genese, dětství a panenství, touha, zbožnění, co zpívají smysly (Praha, Sfinx, B. Janda 1927))
- Rašení (příběh jednoho školního roku; v Brně, Moravské kolo spisovatelů 1928; v Praze, Sfinx, B. Janda 1928, 1931; Praha, Melantrich 1930; L. Mazáč 1934)
- Stvoření ženy (legenda, s 3 litografiemi akad. malíře R. Kubíčka; Brno, Družstvo Moravského kola spisovatelů, 1929. Zobrazení exemplářů s možností jejich objednání
- Rozmařilci (Praha, Sfinx 1930)
- Miláček (humoristický román; Praha, B. Janda, 1930)
- Finish (studentský sportovní román; Praha, Sfinx, Bohumil Janda 1931; L. Mazáč 1934; Ing. Mikuta 1947)
- Divoká (román středoškolačky; Praha, Sfinx, B. Janda 1932; Bohumil V. Hladký 1947)
- Manželství (román moderního dítěte, Kniha I: Zvěřinec; v Praze, Sfinx, B. Janda, 1933)
- Zralá (román vysokoškolačky; v Praze, L. Mazáč, 1933)
- Rozpuk (román vysokoškolské mládeže; v Praze, L. Mazáč, 1934). Zobrazení exemplářů s možností jejich objednání
- Anděl (román; Praha, E. Beaufort, 1938)
- Postrach (román; Praha, Nakladatelské družstvo Máje, 1941)

### Knižní vydání (společenské chování)
- Základy společenského chování a sebevýchovy pro studující mládež (v Praze, Státní nakladatelství, 1934)
- Základy společenského chování a sebevýchovy pro dívčí studující mládež (v Praze, Školní nakladatelství pro Čechy a Moravu, 1939)
- Základy společenského chování a sebevýchovy pro chlapeckou studující mládež (v Praze, Školní nakladatelství pro Čechy a Moravu, 1939)
- Základy společenského chování a sebevýchovy pro dívky (v Praze; Státní nakladatelství, 1947)
- Základy společenského chování a sebevýchovy pro chlapce (v Praze, Státní nakladatelství, 1947)
- Demokratický bonton pro dospívající mládež (v Praze, Samcovo knihkupectví, 1948)

### Knižní vydání (historie)
- Z minulosti zmizelých jihočeských osad Vstuh a Ortvínovic a Nícovy Hory (dnešní Hlincové Hory) (České Budějovice, B. Böhnel, 1937 )
- Dějiny města Rudolfova (Čes. Budějovice, Krajský národní výbor 1958)

### Divadelní hry
- Teta Fanny (veselohra ve 2 jednáních; v Praze-Karlíně, M. Knapp, 1910)
- Noc na skřipci (Veselohra o 1 jednání; Písek, Burian, 1912)
- Pan Trikolet (komedie o čtyřech jednáních; Praha, B. Kočí, 1918)
- České srdce (student gentleman) (hra ze studentského života o 2 obrazech; Praha, Zora, 1920)
- Obložený chlebíček (veselohra o 4 jednáních; Praha, Čsl. podniky tisk. a vydav., 1923)